# Favites chinensis
Favites chinensis là một loài san hô trong họ Faviidae. Loài này được Verrill mô tả khoa học năm 1866.